# Naoki Takeshi
Naoki Takeshi est un acteur japonais, né le 28 mars 1993 au Japon.
Il est connu pour avoir joué le personnage de Shingo Tsukino dans la série live Pretty Guardian Sailor Moon. Il était le plus jeune acteur de la série.

## Filmographie

### Télévision
- 2003/2005 : Pretty Guardian Sailor Moon - Série live, dans le rôle de Shingo Tsukino[1].
- 2002/2003 : Sawayaka 3kumi[1]
- 2003 : Itan no Natsu[1]
- 2003 : Le Prince heureux[1]
- 2004 : Aijō Ippon![2]
- 2013 : Amaō no Kyōkan School - Takuma Ibuki[1]
- 2014 : ZERO: BLACK BLOOD - Kain[1],[3]
- 2015 : Kamen Rider Drive[1],[3]
- 2015 : Transit Girls[1],[3]
- 2016 : Garō: Makai Retsuden - Kain[1],[3]
- 2020 : Handsome Senkyo - Yuki tendo[1],[3]
- 2022 : Sutudio yori Ai wo Komete - Mikami[4],[1]

### Émissions
- 2017 - 2022 : Ogatta!?[3]

### Cinéma
- 2014 : ZERO: BLACK BLOOD - Kain
- 2016 : Jyoshikō[5],[3]
- 2019 : Tōken Ranbu: Keisyō - Masakuni Dōdanuki[3]

### Théâtre
- 2015 : Kamen Teacher SILVER MASK
- 2016 : Haikyū!! : Karasuno Fukkatsu! - Nobuyuki Kai[6],[7]
- 2017 : Watashi no Host chan : REBORN - Takuma[8]
- 2017 : Black Dice[9]
- 2017 : Miniature!!Freepaper no Nice Gai - Kei Noda[10]
- 2017 : The Last Song[11]
- 2017 : Jingi Aru Enkai[12]
- 2017 : Haikyū!! : Shinka no Natsu - Nobuyuki Kai[13],[14]
- 2017 : Tōken Ranbu : Gaiden Kono Yorano Odawara - Masakuni Dōdanuki[15]
- 2017 : Tōken Ranbu : Jyoden Mitsuraboshi Katana Gatari - Masakuni Dōdanuki[16]
- 2018 : Shikkoku no Senka[17]
- 2018 : Wagaya n oSaisyuteki Kaiketsu[18]
- 2018 : Wakasamagumi Mairu Aisukurin Tsuyoshi[19]
- 2018 : Hiragana Danshi - Chi[20]
- 2018 : Ōkiku Furikabutte Natsu no Taikai-hen - Takeshi Kurata
- 2018 : Nekketsu Kōha Kunio-KunRanto Enbu - Hiroshi
- 2018 : Antitheism
- 2019 : Shinobi Koi utsutsu - Kamakiyo Yuki
- 2019 : Haikyū!! : Tokyo no Jin - Nobuyuki Kai[21],[22]
- 2019 : Tōken Ranbu :Jiden Hibi no Hayo Chiruran - Masakuni Dōdanuki[23]
- 2019 : Ensemble Stars! : Extra Stage Destruction×Road - Kurou Kiryu[24]
- 2019 : Sanrio Danshi: La magie de l'harmonie - Takahiko Ogata[25]
- 2020 : Valentin Bleu - Ken Misawa[26]
- 2020 : Devil Kings Toyotomi Metsubou - Masamune Date[27]
- 2020 : Zekkyo MUSICA THE STAGE - Gin no Katarite[28]
- 2020 : Toumei na Ori[29]
- 2020 :  Haikyū!! : Gomisuteba no Kessen - Nobuyuki Kai[30]
- 2021 :5 years after ver.3 J-T-N - Keito Mizukawa[31]
- 2021 : Ensemble Stars! : Extra Stage Meteor Lights - Kurou Kiryu[32]
- 2021 : Sanrio Danshi: KAWAII Evolution - Takahiko Ogata[33]
- 2021 : Paradox Live on Stage - Iori Suiseki[34],[35]
- 2021 : Aoyama Operetta THE STAGE Luna Piena  - Jyusen Yokozawa[36]
- 2021 : My Hero Academia The Ultra Stage Honmono no Hero PLUS ULTRA ver. - Tenya Iida[37]
- 2022 : Yoake no Uta - Toshio[38]
- 2022 : My Hero Academia The Ultra Stage Heiwa no Syocho - Tenya Iida[39]
- 2022 : Gimmitrick Bird[40]
- 2022 : Paradox Live on Stage THE LIVE cozmez×Akan yatsura - Iori Suiseki[41]
- 2022 : Sutudio yori Ai wo komete - Mikami[4]
- 2022 : Sakigake!! Otokojuku - Momotaro Tsurugi[42]
- 2022 : Aoyama Operetta THE STAGE Spectacle spécial pour le deuxième anniversaire - Jyusen Yokozawa[43],[44]
- 2022 : Wind Boys - Kuri Tobaya[45]
- 2023 : Dosokai yasashikute Zankokuna Kare wo Shinonde
- 2023 : Tokyo color sonic!!the Stage Vol.1 - Arashi Komiyama
- 2023 : Paradox Live on Stage vol.2 - Iori Suiseki[46]
- 2023 : Ensemble Stars! THE STAGE Party Live - Kurou Kiryu[47]
- 2023 : My Hero Academia The Ultra Stage Saiko no Hero - Tenya Iida[48]
- 2023 : Tōken Ranbu :Fête du 7ème anniversaire Yumegatari Katana no Utage - Masakuni Dōdanuki[49]
- 2023 : Black Clover the Stage - Yuno[50]
- 2023 : Tokyo color sonic!! the Stage Vol.2 - Arashi Komiyama[51]
- 2024 : Bank Bang Lesson[52]

### DVD
- 2004/2005 : Pretty Guardian Sailor Moon - volume 1 à 12.
- 2004 : Pretty Guardian Sailor Moon: Kirari Super Live
- 2004 : Pretty Guardian Sailor Moon: Act Special
- 2004 : Pretty Guardian Sailor Moon: Act Zero